# Виштартайте, Доната
Доната Виштартайте (лит. Donata Vištartaitė; род. 11 июня 1989, Gūbriai, Шилальское районное самоуправление), в замужестве Каралене (лит. Karaliene) — литовская гребчиха, выступавшая за сборную Литвы по академической гребле в период 2006—2016 годов. Бронзовая призёрка летних Олимпийских игр в Рио-де-Жанейро, чемпионка мира и Европы, победительница и призёрка многих регат национального значения.

## Биография
Доната Виштартайте родилась 11 июня 1989 года в деревне Губриай Таурагского уезда Литовской ССР. Изначальной занималась лёгкой атлетикой, бегала на средние дистанции, но затем в 2004 году перешла в академическую греблю. Проходила подготовку в Каунасе, окончила Литовскую академию физического воспитания.
Дебютировала на международной арене в 2006 году, выступив в парных одиночках на чемпионате мира среди юниоров в Амстердаме. Год спустя на аналогичных соревнованиях в Пекине выиграла бронзовую медаль в той же дисциплине.
В 2008 году вошла в основной состав литовской национальной сборной и выступила на взрослом чемпионате Европы в Афинах, где заняла восьмое место в парных двойках и шестое место в парных четвёрках.
В 2009 году в одиночках стала четвёртой на молодёжном мировом первенстве в Рачице, показала седьмой результат на европейском первенстве в Бресте.
Одержала победу на молодёжном чемпионате мира 2010 года в Бресте, выступила на этапах Кубка мира в Мюнхене и Люцерне, однако попасть здесь в число призёров не смогла.
В 2011 году вновь выиграла молодёжный чемпионат мира в одиночках, при этом на взрослом чемпионате мира в Бледе заняла итоговое девятое место. Побывала на чемпионате Европы в Пловдиве, откуда привезла награду бронзового достоинства.
В 2011 году была награждена медалью ордена «За заслуги перед Литвой».
Победила на европейском первенстве 2012 года в Варезе и благополучно прошла отбор на летние Олимпийские игры в Лондоне — здесь в одиночках сумела квалифицироваться лишь в утешительный финал B и расположилась в итоговом протоколе соревнований на восьмой строке.
После лондонской Олимпиады Виштартайте осталась в составе гребной команды Литвы на ещё один олимпийский цикл и продолжила принимать участие в крупнейших международных регатах. Так, в 2013 году в парных двойках она выиграла этап Кубка мира в Люцерне, европейское первенство в Севилье и мировое первенство в Чхунджу, отметилась победой на летней Универсиаде в Казани.
В 2014 году стала серебряной призёркой на двух этапах Кубка мира, получила серебро на чемпионате Европы в Белграде, в то время как на чемпионате мира в Амстердаме оказалась четвёртой.
В 2015 году в парных двойках выиграла серебряную медаль на европейском первенстве в Познани, победила на Универсиаде в Кванджу, заняла пятое место на мировом первенстве в Эгбелете.
Благодаря череде удачных выступлений удостоилась права защищать честь страны на Олимпийских играх 2016 года в Рио-де-Жанейро. Вместе с напарницей Милдой Вальчюкайте финишировала в программе парных двоек третьей позади экипажей из Польши и Великобритании — тем самым завоевала бронзовую олимпийскую медаль. Вскоре по окончании этих соревнований приняла решение завершить спортивную карьеру.